# Lijst van Waalse ministers van Energie
Dit is een lijst van ministers van Energie in de Waalse regering. 

## Lijst
| Nr.                                       | Minister | Minister                  | Partij | Partij | Begin             | Einde             | Regering(en)                  |
| ----------------------------------------- | -------- | ------------------------- | ------ | ------ | ----------------- | ----------------- | ----------------------------- |
| 1                                         |          | Philippe Busquin (1941)   |        | PS     | 27 januari 1982   | 27 november 1985  | Damseaux, Dehousse II         |
| vacant (27 november 1985-3 februari 1988) |          |                           |        |        |                   |                   |                               |
| 2                                         |          | Guy Lutgen (1936)         |        | PSC    | 3 februari 1988   | 18 januari 1989   | Coëme, Anselme                |
| vacant (18 januari 1989-12 juli 1999)     |          |                           |        |        |                   |                   |                               |
| 3                                         |          | José Daras (1948)         |        | Ecolo  | 12 juli 1999      | 19 juli 2004      | Di Rupo I, Van Cauwenberghe I |
| vacant (19 juli 2004-22 juli 2014)        |          |                           |        |        |                   |                   |                               |
| 4                                         |          | Paul Furlan (1962-2023)   |        | PS     | 22 juli 2014      | 26 januari 2017   | Magnette                      |
| 5                                         |          | Christophe Lacroix (1966) |        | PS     | 26 januari 2017   | 28 juli 2017      | Magnette                      |
| 6                                         |          | Jean-Luc Crucke (1962)    |        | MR     | 28 juli 2017      | 13 september 2019 | Borsus                        |
| 7                                         |          | Philippe Henry (1971)     |        | Ecolo  | 13 september 2019 | 15 juli 2024      | Di Rupo III                   |
| 8                                         |          | Cécile Neven (1967)       |        | MR     | 15 juli 2024      | heden             | Dolimont                      |